# Алеусский заказник
Алеусский заказник — государственный природный заказник. Был организован на территории Крутихинского района Алтайского края 21 сентября 1973 года для сохранения природных экосистем Алеусского ленточного бора в верховьях реки Бурлы и охраны обитающих здесь животных и растений.
Площадь заказника— 24695 га. Он включает в себя комплекс ландшафтов лесных, луговых, водно-болотных и других угодий.

## Граница заказника
Граница заказника начинается в точке пересечения Высоко-Гривского участкового лесничества и Прыганского участкового лесничества Панкрушихинского лесничества с северной кромкой бора,
- далее проходит по кромке бора, огибая по южной границе с. Волчно-Бурлинское и оз. Большое,
- далее по кромке бора, огибая по южной и восточной границе с. Маловолчанка,
- далее по кромке бора, огибая по южной границе с. Долганка, до пересечения с дорогой направлением Долганка — Алеусский бор — Боровое,
- далее по правой стороне дороги направлением Долганка — Алеусский бор — Боровое до пересечения с дорогой направлением Масляха — Подборный,
- далее по кромке бора, огибая по северной границе пос. Подборный,
- далее по кромке бора, огибая по северо-восточной, северной и западной границе с. Прыганка,
- далее по кромке бора до точки пересечения Высоко-Гривского участкового лесничества и Прыганского участкового лесничества Панкрушихинского лесничества,
- далее по границе между Высоко-Гривским участковым лесничеством и Прыганским участковым лесничеством Панкрушихинского лесничества до точки пересечения с северной кромкой бора[3].

### Природная характеристика территории
Алеусский заказник расположен в Бурлинском (Алеусском) ленточном бору в пределах левобережной лесостепи.

#### Климат
Климат умеренно-засушливый. Среднегодовое количество осадков составляет 350—400 мм.

## Флора
На территории Алеусского заказника зарегистрировано 298 высших сосудистых растений.

## Животный мир

### Ихтиофауна
Распространены рыбы семейства карповых: линь, речной гольян, верховка, серебряный карась.